# جاك نيلسون (ممثل)
جاك نيلسون (بالإنجليزية: Jack Nelson)‏ هو مخرج وممثل أمريكي، ولد في 15 أكتوبر 1882 في ممفيس في الولايات المتحدة، وتوفي في 10 نوفمبر 1948 في نورث باي في كندا.

## وصلات خارجية
- جاك نيلسون على موقع IMDb (الإنجليزية)
- جاك نيلسون على موقع ألو سيني (الفرنسية)
- جاك نيلسون على موقع أول موفي (الإنجليزية)
- جاك نيلسون على موقع قاعدة بيانات الأفلام السويدية (السويدية)
- جاك نيلسون على موقع قاعدة بيانات الفيلم (الإنجليزية)
- جاك نيلسون على موقع كينوبويسك (الروسية)